# Abbotnäs

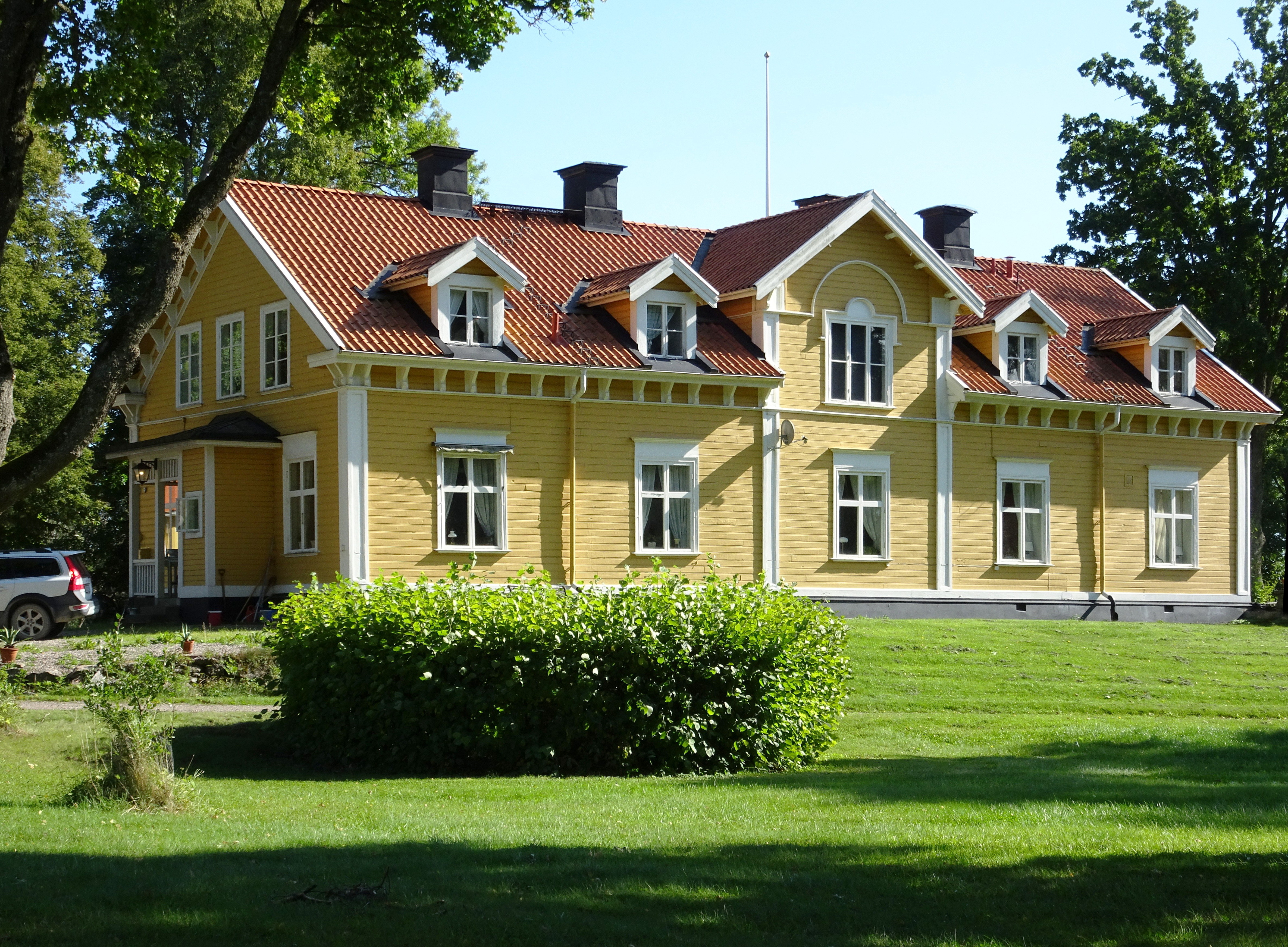
Abbotnäs huvudbyggnad, 2020.

Abbotnäs (äldre stavning Abbotsnäs) är en gård och tidigare säteri i Floda socken, Katrineholms kommun i Södermanland. Egendomen ligger vid sjön Flodens norra sida. 

## Historik

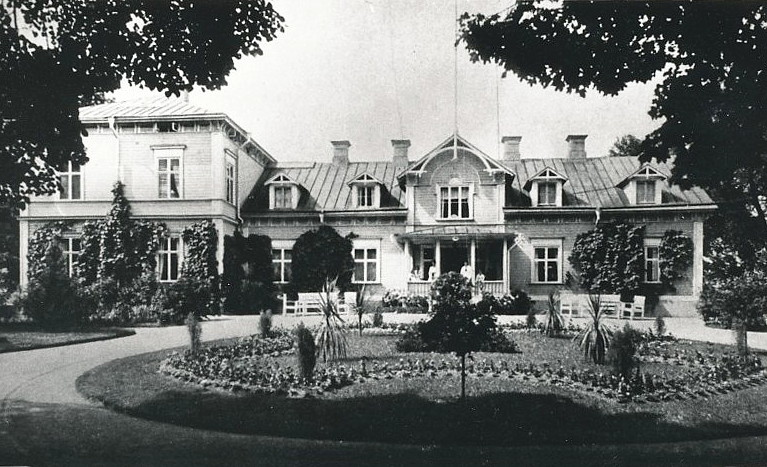
Abbotnäs corps de logi på 1930-talet.

Abbotsnäs säteri tillhörde på medeltiden Julita kloster, vilket förklarar namnet. År 1527 drogs gården in till kronan, och donerades 1573 till Lars Västgöte, som erhöll frälsefrihet för gården.
Huvudbyggnaden är uppförd i slutet av 1800-talet med typisk arkitektur från tiden, även om vissa delar förmodligen härstammar från 1600-talet. Till anläggningen hör även ett äldre rödmålat sädesmagasin. Säteriet tillhörde på 1920-talet släkten Grill. 1923 uppgick ytan till 971 hektar, varav 330 hektar var åker.
Sedan 1992 drivs gården som ett familjeföretag av Jan och Christin Larsson. Gårdens affärsgrenar är bland annat växtodling, nöttköttsproduktion, gräventreprenad, skog och bostadsuthyrning.

## Bilder

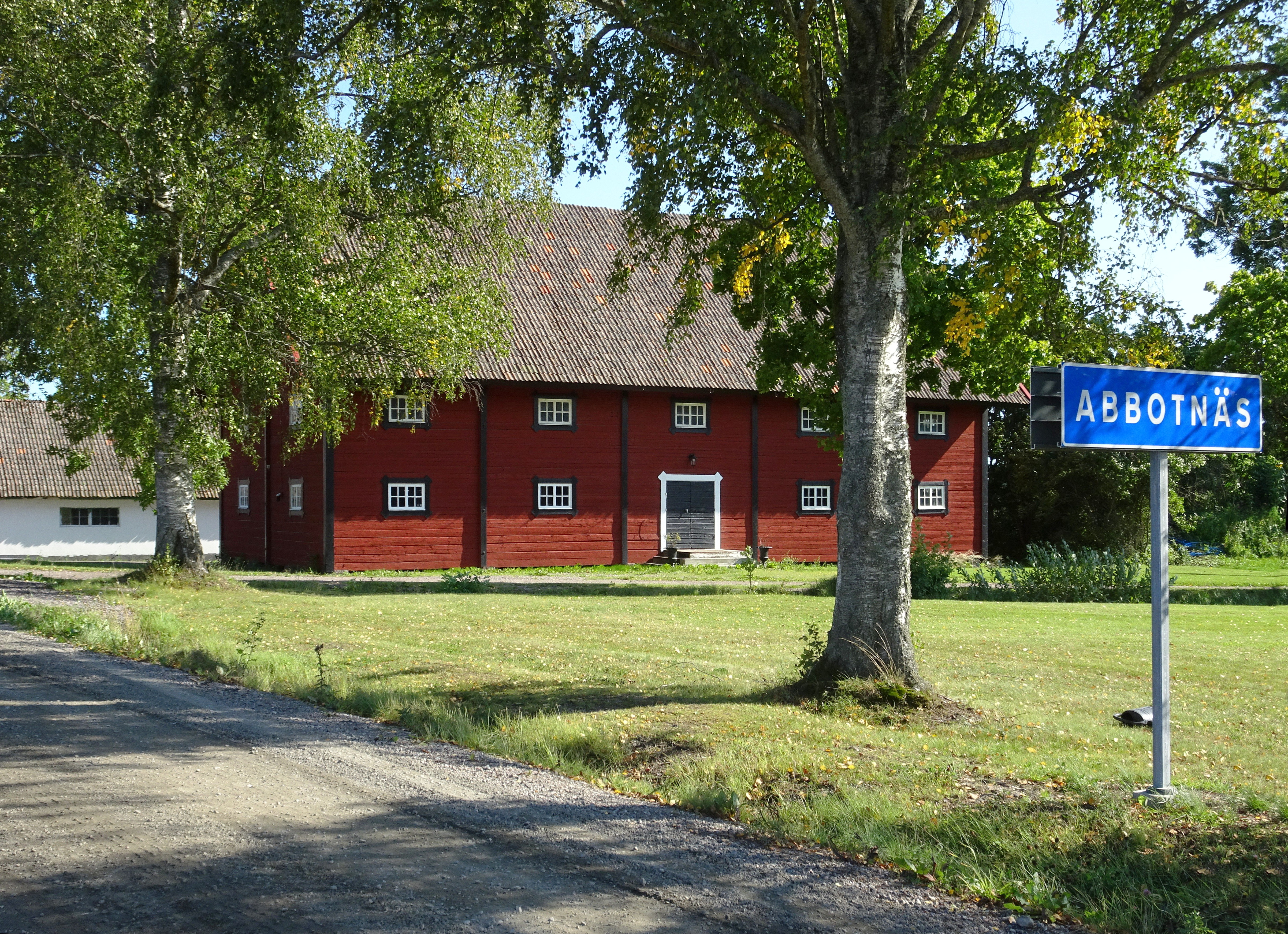
Magasinet.
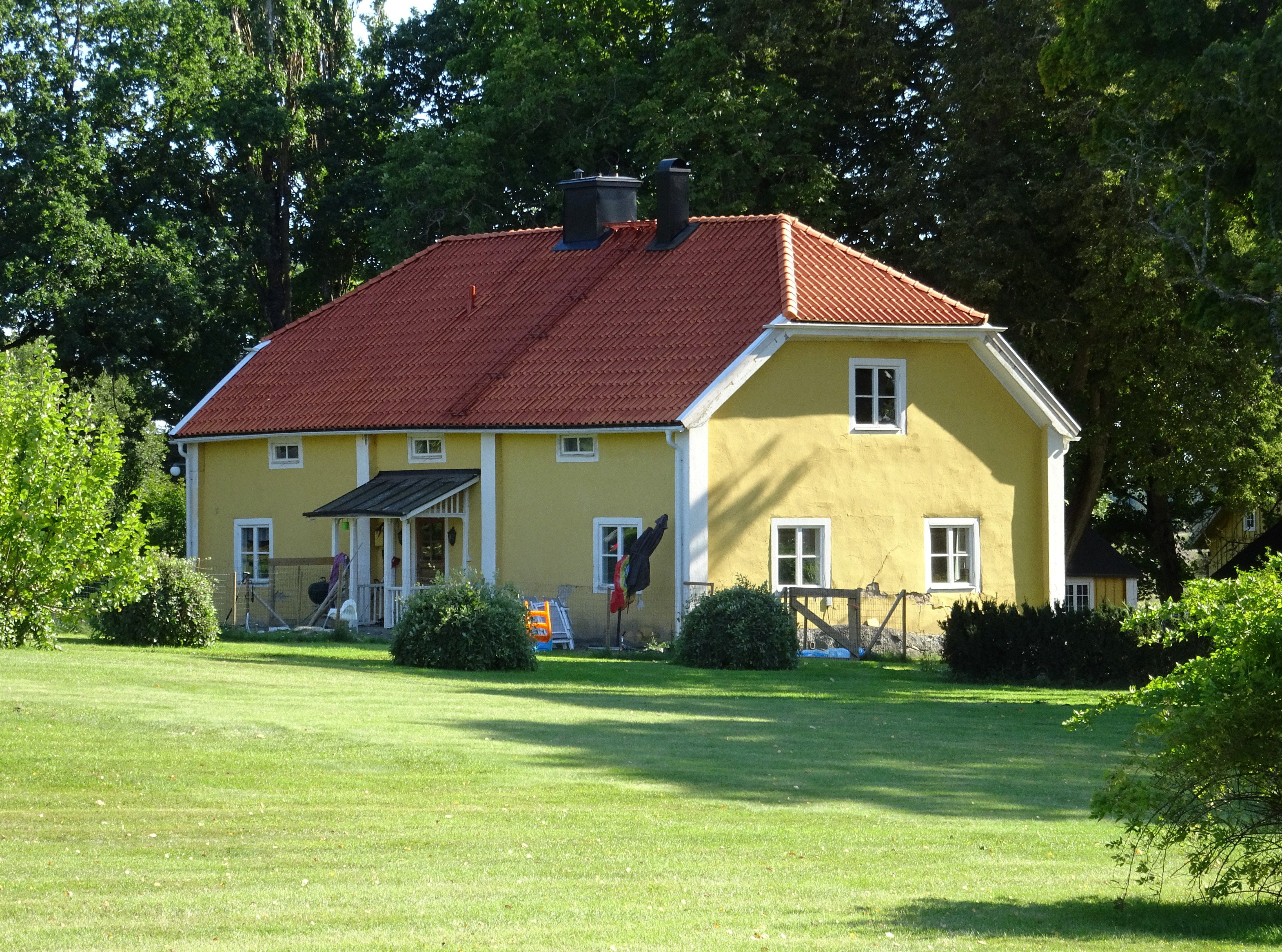
Flygeln.
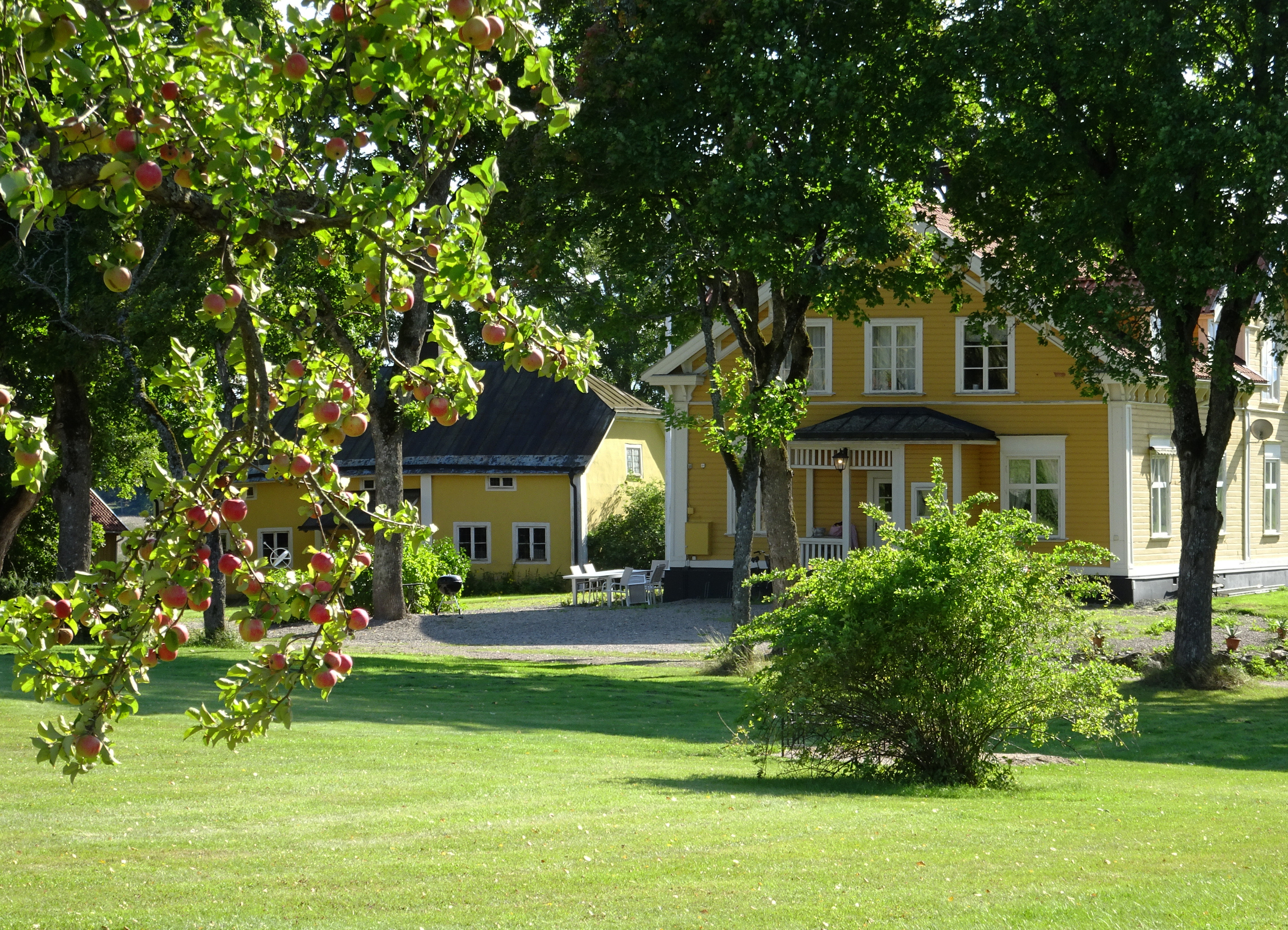
Huvudbyggnad och flygeln.
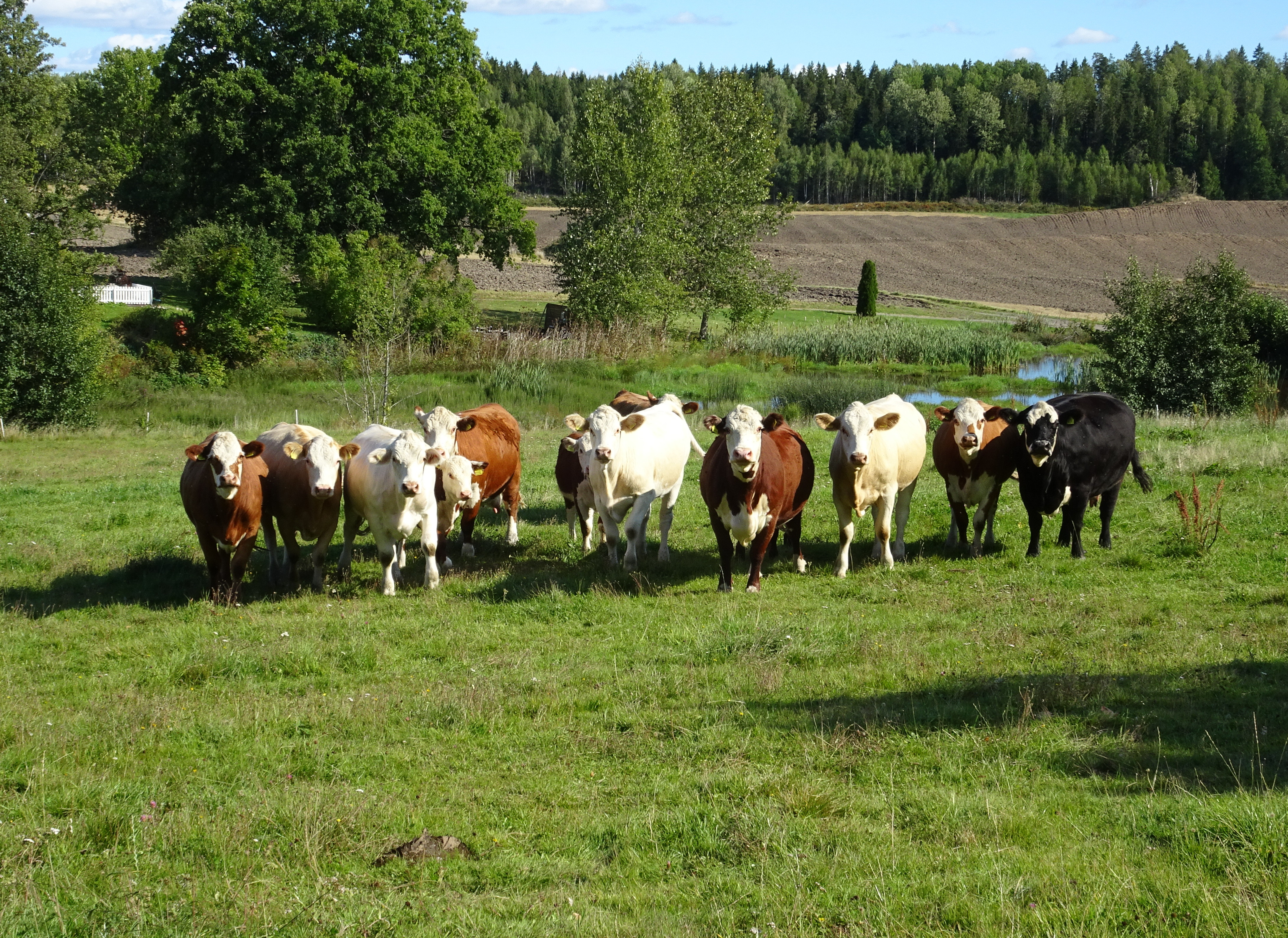
Nyfikna kor.